# Raid de la mirabelle
Le Raid de la mirabelle est une activité familiale qui allie la dégustation à l'aveugle de vins et de fromages à des épreuves sportives et des jeux d’adresse et de réflexion.
C'est durant la récolte des mirabelles, le dernier samedi du mois d'août, que se déroule le Raid de la mirabelle au cœur des vergers de mirabelliers des côtes de Meuse et au bord du lac de Madine. Le Raid de la mirabelle est une succession de 10 épreuves sportives, gustatives, d’adresse et de réflexion où les aptitudes physiques et intellectuelles de chacun sont mises à contribution. Le but de la journée est de profiter des côtes de Meuse en y découvrant ses paysages et ses produits dans une ambiance sportive et amusante.
Le raid existe depuis 2004 et la première édition s'est déroulée sur les rives de la Meuse à Champougny (55140) en France. Et depuis, les éditions suivantes se déroulent au bords du Lac de Madine à Heudicourt-sous-les-Côtes (55210) en Meuse.

## Épreuves
Les épreuves sont les suivantes : 
- Prologue VTT
- Course d’orientation
- Lancer de fléchettes
- Dégustation de produits du terroir (Vins, fromages, miels et confitures)
- VTT trial
- Run'n Bike
- Tir à l'arc
- Canoë
- Questions de culture générale et bon sens.

Le but de la journée est de profiter des côtes de Meuse en y découvrant ses paysages et ses produits dans une ambiance sportive et amusante.

## Source
- Site officiel du Raid de la mirabelle